# Round-trip delay time
RTT, Round Trip Time eller på svenska Tur och Returtid, är den tid det tar för ett datapaket att sändas från en dator över datornätverket till en annan och tillbaka igen.